# San Agustín de las Palmas
San Agustín de las Palmas är en ort i Mexiko, tillhörande kommunen Donato Guerra i sydvästra delen av delstaten Mexiko. Orten hade 3 630 invånare vid folkräkningen år 2010, vilket gör San Agustín de las Palmas till kommunens näst största samhälle.